# Liste der Biografien/Schok
Liste der Biografien |
Portal Biografien |
Personensuche
# |
A |
B |
C |
D |
E |
F |
G |
H |
I |
J |
K |
L |
M |
N |
O |
P |
Q |
R |
S |
T |
U |
V |
W |
X |
Y |
Z |
?
 
Sa |
Sb |
Sc |
Sd |
Se |
Sf |
Sg |
Sh |
Si |
Sj |
Sk |
Sl |
Sm |
Sn |
So |
Sp |
Sq |
Sr |
Ss |
St |
Su |
Sv |
Sw |
Sy |
Sz
 
Sca–Sce |
Sch |
Sci–Scz
 
Scha |
Schc |
Schd |
Sche |
Schg |
Schi |
Schj |
Schk |
Schl |
Schm |
Schn |
Scho |
Schp |
Schr |
Schs |
Scht |
Schu |
Schv |
Schw |
Schy
 
Schoa |
Schob |
Schoc |
Schod |
Schoe |
Schof |
Schog |
Schoh |
Schoi |
Schok |
Schol |
Schom |
Schon |
Schoo |
Schop |
Schor |
Schos |
Schot |
Schou |
Schov |
Schow |
Schoy
Die Liste der Biografien führt alle Personen auf, die in der deutschsprachigen Wikipedia einen Artikel haben. Dieses ist eine Teilliste mit 11 Einträgen von Personen, deren Namen mit den Buchstaben „Schok“ beginnt.

## Schok

### Schoka
- Schokalskaja, Sinaida Juljewna (1882–1961), russische bzw. sowjetische Bodenkunde-Geographin
- Schokalski, Juli Michailowitsch (1856–1940), russischer bzw. sowjetischer Ozeanograf und Kartograf

### Schoke
- Schökejew, Ömirsaq (* 1964), kasachischer Politiker

### Schoki
- Schokin, Wiktor (* 1952), ukrainischer Jurist und Politiker

### Schokl
- Schoklitsch, Armin (1888–1969), österreichischer Wasserbauingenieur, Hochschullehrer und Rektor der Technischen Hochschule Graz

### Schokn
- Schoknecht, Günter (1930–2012), deutscher Ingenieur und Medizintechnikexperte
- Schoknecht, Peter (* 1959), deutscher Fußballspieler
- Schoknecht, Ulrich (1930–2023), deutscher Prähistoriker und Archäologe

### Schoko
- Schokotnigg, Marx (1661–1731), österreichischer Bildhauer

### Schoks
- Schokschujewa, Julija Wladimirowna (* 1988), russische Bobsportlerin

### Schoku
- Schokurow, Wjatscheslaw Wladimirowitsch (* 1950), russischer Mathematiker